# Jirō Saitō
Jirō Saitō (japanisch 斎藤 次郎, Saitō Jirō; * 15. Januar 1936 in Dalian, Mandschurei) ist ein japanischer Manager.

## Leben
Saitō war viele Jahre im japanischen Finanzministerium als höherer Verwaltungsbeamter tätig. Er leitete von 2009 an als Nachfolger von Yoshifumi Nishikawa (西川善文) die Japan Post Holdings (Nippon Yūsei).